# Heathen (album)
Heathen je 22. studiové album britského zpěváka Davida Bowieho. Jeho nahrávání probíhalo ve studiích The Looking Glass Studios a Allaire Studios v New Yorku. Album produkoval spolu s Bowiem Tony Visconti a vyšlo v červnu 2002 u vydavatelství Iso Records a Columbia Records.

## Seznam skladeb
Autorem všech skladeb je David Bowie, pokud není uvedeno jinak.
| Pořadí | Název                                                  | Délka |
| ------ | ------------------------------------------------------ | ----- |
| 1.     | Sunday                                                 | 4:45  |
| 2.     | Cactus (Black Francis)                                 | 2:54  |
| 3.     | Slip Away                                              | 6:05  |
| 4.     | Slow Burn                                              | 4:41  |
| 5.     | Afraid                                                 | 3:28  |
| 6.     | I've Been Waiting for You (Neil Young)                 | 3:00  |
| 7.     | I Would Be Your Slave                                  | 5:14  |
| 8.     | I Took a Trip on a Gemini Spaceship (Norman Carl Odam) | 4:04  |
| 9.     | 5:15 The Angels Have Gone                              | 5:00  |
| 10.    | Everyone Says 'Hi'                                     | 3:59  |
| 11.    | A Better Future                                        | 4:11  |
| 12.    | Heathen (The Rays)                                     | 4:16  |

| Bonus na japonské verzi | Bonus na japonské verzi | Bonus na japonské verzi |
| Pořadí                  | Název                   | Délka                   |
| ----------------------- | ----------------------- | ----------------------- |
| 13.                     | Wood Jackson            | 4:48                    |

## Obsazení
- David Bowie – zpěv, klávesy, kytara, saxofon, stylofon, doprovodný zpěv, bicí
- Tony Visconti – baskytara, kytara, zobcová flétna, doprovodný zpěv, aranžmá smyčců
- Matt Chamberlain – bicí, perkuse
- David Torn – kytara, Omnichord
- Greg Kitzis – první housle
- Meg Okura – druhé housle
- Martha Mooke – viola
- Mary Wooten – violoncello
- Carlos Alomar – kytara
- Sterling Campbell – bicí, perkuse
- Lisa Germano – housle
- Gerry Leonard – kytara
- Tony Levin – baskytara
- Mark Plati – kytara, baskytara
- Jordan Rudess – klávesy
- Kristeen Young – klavír, zpěv
- Pete Townshend – kytara
- Dave Grohl – kytara
- Lenny Pickett
- Stan Harrison
- Steve Elson